# Planococcoides formosus
Planococcoides formosus är en insektsart som först beskrevs av De Lotto 1961.  Planococcoides formosus ingår i släktet Planococcoides och familjen ullsköldlöss.
Artens utbredningsområde är Kenya. Inga underarter finns listade i Catalogue of Life.